# ديفيد هيرولد
ديفيد هيرولد (بالإنجليزية: David Herold)‏ (و. 1842 – 1865 م) هو سياسي، وصيدلي أمريكي، ولد في ماريلند، توفي في واشنطن العاصمة، عن عمر يناهز 23 عاماً ، بسبب شنق.

## التعليم
تعلم في جامعة جورجتاون.

## روابط خارجية
- ديفيد هيرولد على موقع الموسوعة البريطانية (الإنجليزية)